# ليام ديكينسون
ليام ديكينسون  (بالإنجليزية: Liam Dickinson)‏ (4 أكتوبر 1985 سالفورد المملكة المتحدة) هو لاعب كرة قدم بريطاني يلعب كمهاجم. 

## روابط خارجية
- ليام ديكينسون على موقع قاعدة بيانات كرة القدم.إي يو (الإنجليزية)
- ليام ديكينسون على موقع Soccerbase.com (لاعب) (الإنجليزية)
- ليام ديكينسون على موقع Soccerway.com (الإنجليزية)